# Vierzig-Märtyrer-Kathedrale von Homs

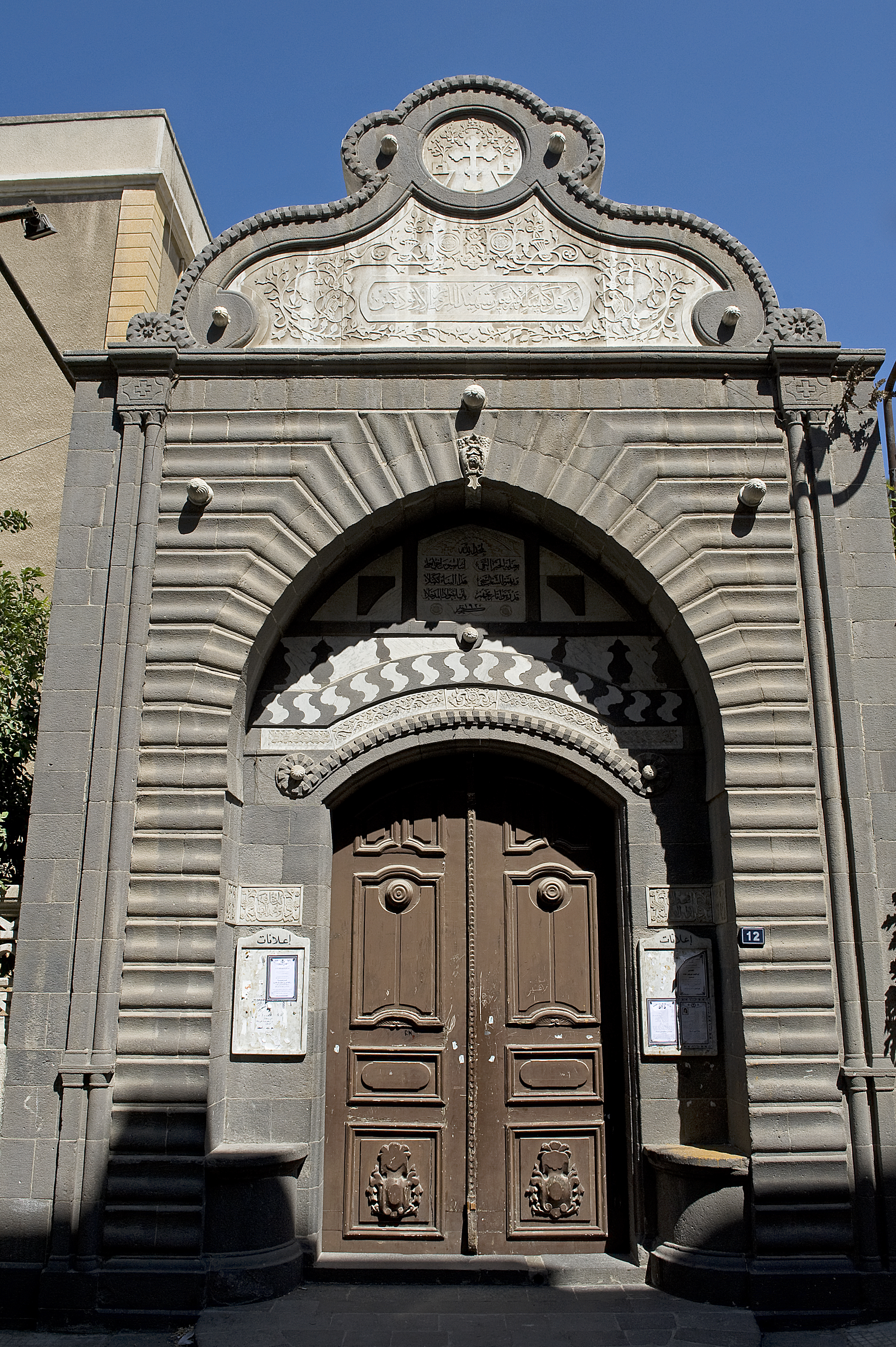
Eingang zur Kathedrale

Die Vierzig-Märtyrer-Kathedrale (arabisch كنيسة الأربعين شهيدا, DMG Kanīsat al-arbaʿīn šahīdan) ist die Kathedrale der griechisch-orthodoxen Kirche in Homs in Syrien. Im Bürgerkrieg in Syrien wurde die Kirche schwer beschädigt.

## Standort
Die Vierzig-Märtyrer-Kirche steht in der Altstadt von Homs an der al-Ghassani-Straße (شارع الغساني). Direkt südlich befindet sich der griechisch-orthodoxe Erzbischofssitz (مطرانية الروم الأورثوذوكس). 100 m nordwestlich steht die syrisch-orthodoxe Kathedrale, die St.-Marien-Kirche des Heiligen Gürtels, und 300 m östlich die griechisch-orthodoxe Kirche Sankt Elian.

## Patrozinium
Die Kirche wurde zu Ehren von vierzig christlichen römischen Soldaten benannt, die um das Jahr 320 am 9. März das Märtyrertum in der Stadt Sebasteia in Kleinasien (römisches Thema Sebasteia) erlitten. Sie werden im Christentum als die Vierzig Märtyrer von Sebaste verehrt. Eine gleichnamige Kathedrale in Syrien hat die Armenische Apostolische Kirche mit der Vierzig-Märtyrer-Kathedrale in Aleppo.

## Geschichte
Eine den Vierzig Märtyrern gewidmete Kirche in Homs wurde bereits von Joos van Ghistele im 15. Jahrhundert erwähnt. 1914 hing in der Kirche bereits „eine große Glocke“, die von der russischen Orthodoxen Kirche gespendet worden war.
Im Bürgerkrieg in Syrien seit 2011 erlitt die Kathedrale durch die Kämpfe und mutwillige Zerstörungen schwerste Schäden. Durch Bomben wurden sowohl das Dach als auch die Wände schwer beschädigt. Die Mauern sind von Schusslöchern übersät. Die Gesichter der Ikonen wurden gezielt zerstört. Einer Bronzestatue des einstigen Bischofs Athanosis wurde der Kopf abgeschlagen. Nach Angaben von Kirche in Not (Aid to the Church in Need, ACN International) von 2018 kann die Kirche repariert werden. Kirche in Not betont jedoch, dass an diesem Ort viele Menschen getötet wurden, die niemand zurückbringen kann.